# Molex
Molex Incorporated — производитель электронных компонентов, в основном разъёмов и соединительных кабелей.

## История
Компания стартовала как производитель цветочных горшков из побочного индустриального пластика под названием Molex.
В дальнейшем занималась изготовлением разъёмов для General Electric и других производителей бытовой техники из того же пластика.
Для компьютерщиков всего мира известны электрические соединители Molex.
В 2006 году Molex приобрёл компанию Woodhead Industries, что является крупнейшим приобретением в истории компании.
В сентябре 2013 года концерн Koch Industries купил компанию Molex за $7 млрд. Koch сохранил название компании и её штаб-квартиру в Lisle, Illinois.
23 декабря 2014 года произошло слияние корпорации Koch Industries, Inc. и Oplink Communications. Управлять Oplink будет Molex (Lisle, IL), глобальная компания-производитель электронных компонентов и дочерняя компания Koch Industries. 

Oplink значительно расширит волоконно-оптические возможности Molex для разработки технологий и инноваций в новых продуктах,
 - сказал Тим Руфф, старший вице-президент Molex по развитию бизнеса и корпоративной стратегии.